# 12 bits
Na informática, o 12 bits representa a capacidade de processamento de um processador. 
Possivelmente a CPU mais conhecida de 12 bits é a do PDP-8 e seus parentes, produzido em várias encarnações de agosto de 1963 a meados de 1990. 
Muitos conversores analógico-digital tem uma resolução de imagem de 12 bits.
12 dígitos binários tem 4096 (10.000 octais, 1.000 hexadecimais) combinações únicas.